# Ivano Balić
Ivano Balić (Spalato, 1º aprile 1979) è un ex pallamanista e allenatore di pallamano croato.
Balić, considerato il miglior giocatore al mondo, è una delle colonne portanti della nazionale croata con la quale ha ottenuto la medaglia d'oro ai mondiali del 2003 ed alle Olimpiadi di Atene 2004, da portabandiera della spedizione croata.

Giocava nel ruolo di centrale (playmaker) e faceva della velocità, della sorpresa e dell'intelligenza tattica le sue armi migliori.

## Palmarès

### Club

#### Competizioni nazionali
- Coppa di Croazia: 5

Metković: 2001-02
Zagabria: 2008-09, 2009-10, 2010-11, 2011-12
- Liga ASOBAL: 1

San Antonio: 2004-05
- Supercoppa ASOBAL: 1

San Antonio: 2006
- Premijier Liga: 4

Zagabria: 2008-09, 2009-10, 2010-11, 2011-12
- Coppa del Re: 1

Atletico Madrid: 2012-13

#### Competizioni internazionali
- Super Globe: 1

2012

### Nazionale
- Olimpiadi

 Atene 2004
 Londra 2012
- Mondiali

 Portogallo 2003
 Tunisia 2005, Croazia 2009
- Europei

 Norvegia 2008, Austria 2010
 Serbia 2012

### Individuale
- IHF World player of the year: 2003, 2006
- Miglior atleta dell'anno (Sportske novosti): 2007
- Campionato europeo maschile di pallamano 2004: MVP e miglior centrale
- Olimpiadi 2004: MVP e miglior centrale
- Campionato mondiale maschile di pallamano 2005: MVP e miglior centrale
- Campionato europeo maschile di pallamano 2006: MVP, miglior centrale e capocannoniere
- Campionato mondiale maschile di pallamano 2007: MVP
- Campionato europeo maschile di pallamano 2008: miglior centrale e capocannoniere
- Liga ASOBAL: miglior centrale 2004-05,2005-06, 2006-07

## Onorificenze
- Ordine della Danica Hrvatska